# Guillermo de Conches
Guillermo de Conches (Conches-en-Ouche, Normandía, 1080/1090-1145/1150) fue un gramático y filósofo platónico francés del siglo XII, fue especialmente eminente en gramática y en el cuadrivio y definía la filosofía como la verdadera comprensión.

## Biografía
Estudió en la Escuela de Chartres donde fue discípulo de Bernardo de Chartres y enseñó en París. Decidió dedicarse a las ciencias cuando atacaron algunas de sus doctrinas sobre la Trinidad. Escribió glosas en textos de Macrobio, de Boecio, de Prisciano y al Timeo de Platón. Además era conocedor de obras de médicos árabes y griegos, como Galeno por traducciones del siglo XI de Constantino el Africano, y difundió las Quaestiones naturales de la filosofía estoica de Séneca. 
Se puede destacar también su concepto de la naturaleza. Distinguía entre lo que Dios hace inmediatamente, «por propia voluntad», y lo que hace por mediación de la naturaleza, «instrumento de operación divina», «fuerza dentro de las cosas que produce semejantes a partir de semejantes». 
Fue uno de los tutores del futuro rey Enrique II de Inglaterra, en la década de 1140 en el condado de Anjou. 

## Tratados
- Philosophia, c.  Marco Albertazzi. Lavìs, La Finestra editrice, 2010. ISBN 978-88-95925-13-4.
- Dragmaticon Philosophiae; Moralium dogma philosophorum .